# 鶏刺し

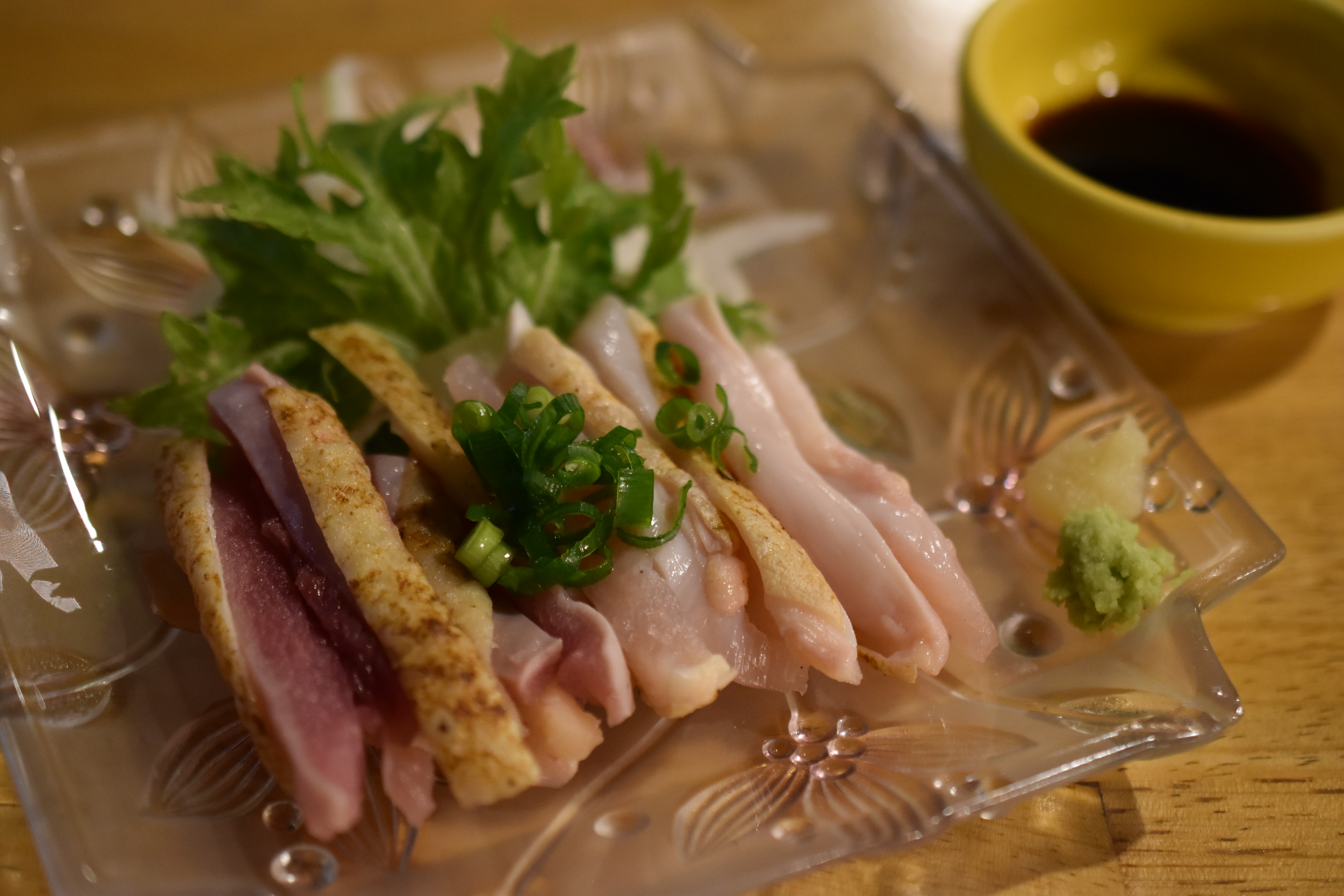
霧島市内の飲食店で供された鶏刺し

鶏刺し（とりさし）とは、鶏肉の刺身の呼称である。

## 概要
生の鶏肉や砂嚢などをスライスしたものをニンニクやショウガ、柚子胡椒などの薬味を入れた醤油や、そのまま、または塩などを入れたごま油など調味料につけて食する。レバーを用いたものについては「レバ刺し」とも呼ぶ。
鶏肉については表面を炙った「たたき」にしたり、「湯洗い」にして食すこともある。
南九州3県において、宮崎・鹿児島両県では郷土料理とされており、地鶏が用いられることがある。
鹿児島県開聞町の郷土誌には、江戸時代から「行事には、鶏がつぶされササミは刺身となり」と記されるなどの記録が残る。
これら地域では、専門店以外にもスーパーマーケットなどの小売店で「鶏刺し」が販売されていることがある。九州地方では宮崎・鹿児島両県産の鶏刺しが出回っている。九州島外でも、薩摩料理店はもとより鶏刺しをメニューとして提供する居酒屋や鶏肉料理店がある。また、2000年頃からは熊本県の天草大王が流通しはじめ、生食も行われている。

## 食中毒
鶏肉の生食による食中毒の事件が発生しており、その危険性が指摘されている。
畜産生物科学安全研究所では「鶏肉は新鮮でも菌が付着していることがある。基本的に生食は避けるべきだ」と指摘しているものの厚生労働省は規制をしておらず、鶏刺しによる食中毒事件が毎年500件発生している。これらの状況から厚労省審議会が規制検討をしている。
鶏の消化器官にはカンピロバクターなど食中毒の原因となる細菌が生息する。食肉加工作業において鶏肉に付着してしまう菌や、豚や牛より鶏の臓器が小さいことから除去が難しく、新鮮な鶏肉においてもカンピロバクターが検出されることがある。

他の獣肉を含めた生食例が多いことなどから

「鶏肉は充分な加熱処理を施す調理が必要」との警告が出されている。
なお、鶏肉における生食用の衛生基準は存在しないため、流通しているのは本来、全て加熱用である。

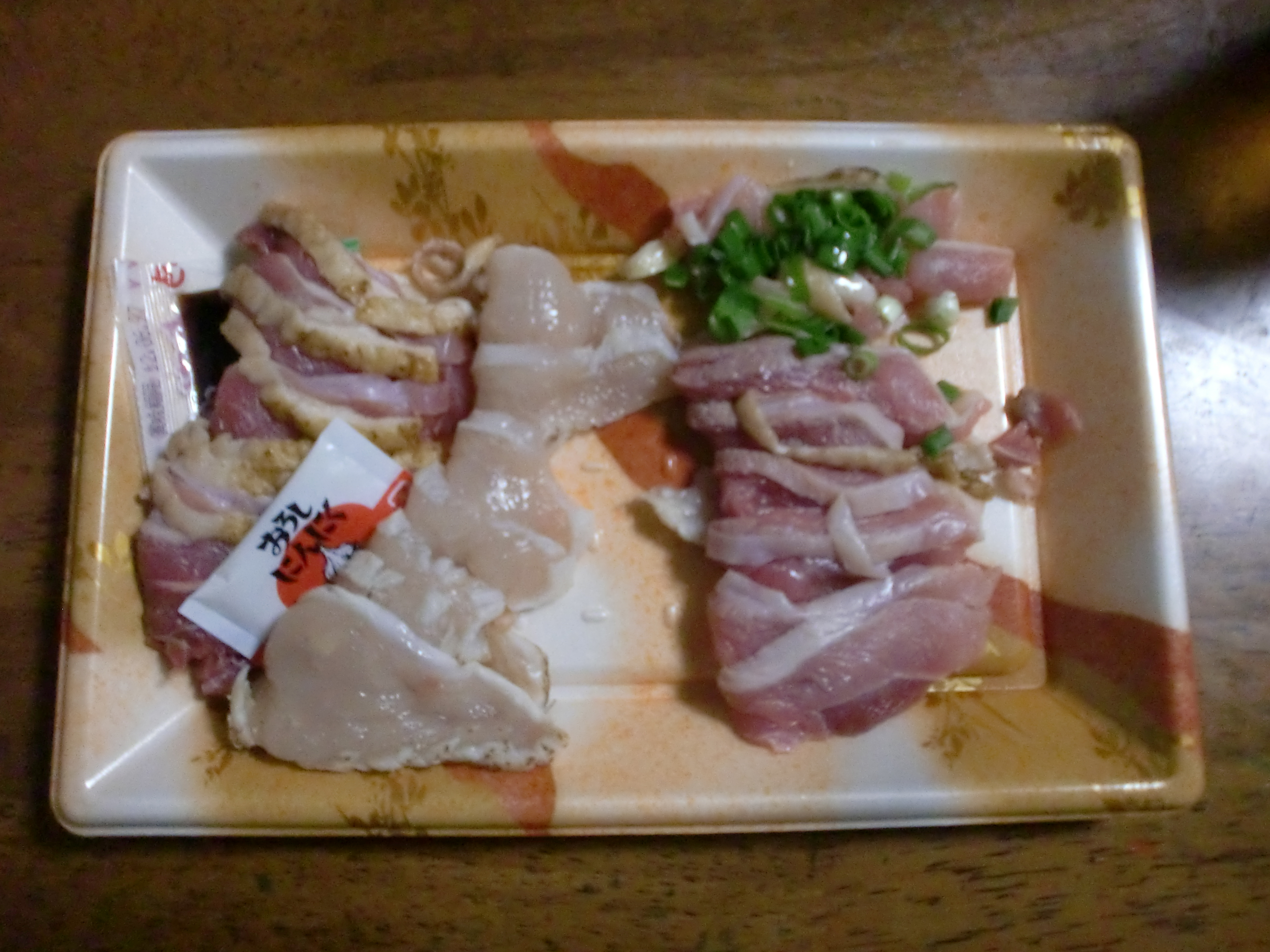
鹿児島県のスーパーで販売されている鶏刺し

## 南九州における鶏刺し
鹿児島県・宮崎県での鶏刺しは、生食用肉を使用した「刺身」、或いは皮付きのまま表面を炙って薄切りにした「たたき」として食べられる。両県では食中毒を防止するため、独自の基準を設けている。鹿児島県ではまな板および包丁は専用のものを使うことや、器具を温湯により洗浄消毒すること、鳥の内臓を傷つけないように解体する等と言った県独自の厳しい衛生基準「生食用食鳥肉の衛生基準」を設けており、それをクリアした施設で調理されたものが店頭で売られている。宮崎県においても独自に「生食用食鳥肉の衛生対策」を定めている。
また、鶏刺しを扱う事業者も低温の維持、表面の加熱、まな板・包丁の頻繁な交換、細菌検査といった食中毒予防対策を実施している。
なお、熊本県においても2000年頃から天草大王が流通しはじめ、宮崎・鹿児島両県同様に鶏刺しとして生食されることも多くなった。両県と違って独立した条例はないものの、県や政令指定都市の熊本市には食鳥の衛生基準を練り込んだ監視基準が発令されている。